# Émile Aerts
Émile Aerts, född 3 april 1892 i Laeken, död 9 april 1953 i Bryssel, var en belgisk tävlingscyklist.
Aerts var på 1920-talet en av världens bästa sexdagarscyklister. Han vann Paris sexdagars 1922 och 1924 tillsammans med fransmannen Georges Sérès och 1927 med australiern Reginald McNamara som parkamrat. Bryssels sexdagars hemförde han 1922 och 1924 tillsammans med Pierre Rielens och 1925 med nederländaren Piet van Kempen. Han vann även Berlins sexdagars i par med Walter Rütt 1925.
Aerts blev europamästare i stayer 1926.